# Nowhere to Run
Nowhere to Run es una película estadounidense de drama y acción del año 1993. Dirigida por Robert Harmon, es protagonizada por Jean-Claude Van Damme en el papel principal, junto con Rosanna Arquette, Kieran Culkin y Ted Levine en roles secundarios. Es una versión moderna del famoso western Shane de 1953.

## Argumento
Sam Gillen (Van Damme) es un convicto quebequense que escapa de la custodia federal estadounidense por el robo a un banco y asesinato. En su último golpe, el socio de Sam mató accidentalmente a un guardia y Sam fue el único arrestado en la escena del crimen. Al momento de ayudarlo a escapar de la custodia, su socio muere en el intento, obligando a Sam a ir solo en busca del botín que está enterrado dentro de la propiedad de una granja habitada por Clydie Anderson (Arquette), una madre viuda con dos hijos.
Los hijos de Clydie descubren que Sam está rondando por la granja y tratan de hacer contacto con él. Después de proteger casualmente a Clydie y sus hijos de un trío de intrusos, Sam descubre que Clydie se está resistiendo de vender su hogar al corrupto empresario Franklin Hale. Sam decide mantenerse cerca y dormir en el granero, mientras que repara la motocicleta de su difunto esposo y ayuda en la granja. Hale contrata a un extorsionador llamado Dunston (Levine) para intimidar y obligar a Clydie a vender sus tierras. Hale también mantiene en su nómina al corrupto Sheriff Lonnie Cole, que en algún momento fue amante y pretendiente de Clydie.
El celoso Sheriff descubre la verdadera identidad de Sam y amenaza con exponerlo si él no se retira. No queriendo poner en peligro a Clydie por ayudar a un fugitivo, Sam decide irse, solo para encontrar que Hale ya lo ha delatado con las autoridades y que andan tras de él. Después de evadir la policía, Sam regresa para salvar a Clydie y sus hijos de Dunston y Hale, que planean deshacerse de ella a como dé lugar.

## Reparto
| Actor                 | Personaje                  |
| --------------------- | -------------------------- |
| Jean-Claude Van Damme | Sam Gillen                 |
| Rosanna Arquette      | Clydie Anderson            |
| Kieran Culkin         | Mike "Mookie" Anderson     |
| Tiffany Taubman       | Bree Anderson              |
| Joss Ackland          | Franklin Hale              |
| Ted Levine            | Sr. Dunston                |
| Edward Blatchford     | Sheriff Lonnie Cole        |
| Anthony Starke        | Billy                      |
| James Greene          | Empleado de tienda Country |

## Recepción

### Crítica
La cinta se estrenó el 15 de enero de 1993 y recibió críticas negativas. Obtuvo solamente un 25% de "frescura" en el sitio web global Rotten Tomatoes.

### Taquilla
El filme recaudó $22.1 millones de dólares en los Estados Unidos, recuperando los $15 millones de su presupuesto. Aunque la cinta tuvo mejor desempeño internacionalmente, recaudando $30 millones de dólares en otros países para una recaudación mundial total de $52.1 millones de dólares.

## Otros datos
- Otros títulos que se manejaron para la cinta fueron "Pals" (Amigos) y "Crossing the line" (Cruzando la línea).
- Se filmó en Sonoma, California.
- La motocicleta que usa el personaje de Van Damme es una "Triumph Bonneville T120" modelo 1969 con un motor de 650cc.
- A pesar de las malas críticas, Nowhere to Run está considerada como una película de culto. La mayoría de los fanáticos la declaran como "una de las mejores películas de Van Damme".
- Jean-Claude Van Damme fue nominado a un Premio MTV (1993) en la categoría de "Hombre más Deseable".
- Durante el último tiempo, el audio del comienzo de la versión en español latino se convirtió en furor de TikTok, acompañando situaciones de riesgo de personas, animales o cosas.